# Yrjö Lehtilä
Yrjö Lehtilä   (Turku, 19 de novembre de 1916 - 27 de març de 2000) va ser un atleta finlandès, especialista en el llançament de pes, que va competir durant la dècada de 1940.
El 1948 va prendre part en els Jocs Olímpics d'Estiu de Londres, on fou sisè en la prova del llançament de pes del programa d'atletisme.
En el seu palmarès destaca una medalla de bronze en la prova del llançament de pes del Campionat d'Europa d'atletisme de 1946 rere Gunnar Huseby i Dmitriy Goryainov. També guanyà quatre campionats nacionals de pes, el 1943, 1944, 1945 i 1947.

## Millors marques
- Llançament de pes. 15,85 metres (1944)[4]